# 機動戦士ガンダムSEEDシリーズ (書籍)
機動戦士ガンダムSEEDシリーズ（書籍）（きどうせんしガンダムシードシリーズ（しょせき））では、アニメ『機動戦士ガンダムSEED』及び『機動戦士ガンダムSEED DESTINY』の関連書籍を紹介する。

## 小説

### 機動戦士ガンダムSEED
角川スニーカー文庫から全5巻が発売された。一部でアニメのストーリーが追加および差し替えられているシーンなどもあるが、大筋では原作に忠実なストーリー展開である。なお、地球連合軍のグリーンランド基地はこの小説にしか登場しない。
著者：後藤リウ 本文イラスト：小笠原智史
- 機動戦士ガンダムSEED (1) すれ違う翼
- 機動戦士ガンダムSEED (2) 砂漠の虎
- 機動戦士ガンダムSEED (3) 平和の国
- 機動戦士ガンダムSEED (4) 舞い降りる剣
- 機動戦士ガンダムSEED (5) 終わらない明日へ

### 機動戦士ガンダムSEED DESTINY
角川スニーカー文庫から全5巻が発売された。ラストは『機動戦士ガンダムSEED DESTINY FINAL PLUS 選ばれた未来』版となっており、戦後の描写がアニメ本編では描かれなかった一部の主要登場人物についても僅かにエピソードが追加されている。また、アウルとスティングの死亡シーンも変更されている。
著者：後藤リウ 本文イラスト：As'MARIA
- 機動戦士ガンダムSEED DESTINY (1) 怒れる瞳
- 機動戦士ガンダムSEED DESTINY (2) さまよう眸
- 機動戦士ガンダムSEED DESTINY (3) すれ違う視線
- 機動戦士ガンダムSEED DESTINY (4) 示される世界
- 機動戦士ガンダムSEED DESTINY (5) 選ばれた未来

## 漫画

### コミックボンボン版
講談社から発売された『機動戦士ガンダムSEED』と『機動戦士ガンダムSEED DESTINY』のコミカライズ作品。全2+4巻。
前者は『キラとアスランの激闘』というサブタイトルが付けられておりキラ・ヤマトとアスラン・ザラを中心に、MSのバトルを主軸に物語が進む。アニメの『SEED』本編を大幅に省略しオリジナルエピソードを交えた友情物語となっている。単行本は絶版となっているが、後に文庫版が販売された。
後者は『キラとアスランの激闘』の続編ではなく、アニメの『DESTINY』本編を基にした作品。シン・アスカを中心にグラディス隊（ミネルバ側）からの視点で物語が進む。これに伴いオーブやアークエンジェル側についてはほとんど描写されていない。基本的に出来事は本編に準拠するが、追加の描写や改変もある。現在は絶版となっているが、コンビニコミックで一部が販売されている。なお、模型誌の宣伝に使われたこともあり、関連ゲーム『ガンダム無双3』や『機動戦士ガンダム_エクストリームバーサス』にも本作の台詞が使用されている。
『機動戦士Ζガンダム』から始まったコミックボンボンでのコミカライズは本作が最後となった。
著者：矢立肇・富野由悠季 作画：高山瑞穂
- 機動戦士ガンダムSEED キラとアスランの激闘 (1)
- 機動戦士ガンダムSEED キラとアスランの激闘 (2)
- 機動戦士ガンダムSEED DESTINY (1)
- 機動戦士ガンダムSEED DESTINY (2)
- 機動戦士ガンダムSEED DESTINY (3)
- 機動戦士ガンダムSEED DESTINY (4)

### 機動戦士ガンダムSEED DESTINY THE EDGE
角川書店から発売された『機動戦士ガンダムSEED DESTINY』のコミカライズ作品。全5+2巻。ガンダムエースでアスラン・ザラの視点のストーリーと銘打って連載された。戦闘よりもキャラクター達の心理描写がメイン。コミックボンボン版同様に本編から改変されている箇所もある。『THE EDGE』終了後に開始した『THE EDGE Desire』は、シン・アスカ、カガリ・ユラ・アスハ、イザーク・ジュール、ミーア・キャンベル、レイ・ザ・バレルといったアスラン以外の人物の視点で描かれたオムニバスとなっている。
2023年には『機動戦士ガンダムSEED FREEDOM』公開記念として新装版が発売される。
作画：久織ちまき
- 機動戦士ガンダムSEED DESTINY THE EDGE (1)
- 機動戦士ガンダムSEED DESTINY THE EDGE (2)
- 機動戦士ガンダムSEED DESTINY THE EDGE (3)
- 機動戦士ガンダムSEED DESTINY THE EDGE (4)
- 機動戦士ガンダムSEED DESTINY THE EDGE (5)
- 機動戦士ガンダムSEED DESTINY THE EDGE Desire (1)
- 機動戦士ガンダムSEED DESTINY THE EDGE Desire (2)
- 新装版 機動戦士ガンダムSEED DESTINY THE EDGE (1)
- 新装版 機動戦士ガンダムSEED DESTINY THE EDGE (2)
- 新装版 機動戦士ガンダムSEED DESTINY THE EDGE (3)
- 新装版 機動戦士ガンダムSEED DESTINY THE EDGE (4)
- 新装版 機動戦士ガンダムSEED DESTINY THE EDGE (5)
- 新装版 機動戦士ガンダムSEED DESTINY THE EDGE Desire (1)
- 新装版 機動戦士ガンダムSEED DESTINY THE EDGE Desire (2)

### 月刊マガジンZ版
講談社から発売された『機動戦士ガンダムSEED』（2002年12月号 - 2004年12月号）と『機動戦士ガンダムSEED DESTINY』（2005年1月号 - 2006年06月号）のコミカライズ作品。全5+4巻。アニメ本編を参考にコミカライズしており、細部にオリジナルの要素や修正が加えられている。
作画：岩瀬昌嗣
- 機動戦士ガンダムSEED (1)
- 機動戦士ガンダムSEED (2)
- 機動戦士ガンダムSEED (3)
- 機動戦士ガンダムSEED (4)
- 機動戦士ガンダムSEED (5)
- 機動戦士ガンダムSEED DESTINY (1)
- 機動戦士ガンダムSEED DESTINY (2)
- 機動戦士ガンダムSEED DESTINY (3)
- 機動戦士ガンダムSEED DESTINY (4)

### SEED Club 4コマ
『機動戦士ガンダムSEED』及び『機動戦士ガンダムSEED DESTINY』の登場人物を2頭身化してコミカルに扱った4コマ漫画。別名たねキャラと呼ばれる。『えたーなる』まではニュータイプ、『えーす』はガンダムエースでの連載となっている。
作画：As'まりあ
- 機動戦士ガンダムSEED SEED Club 4コマ
- 機動戦士ガンダムSEED SEED Club 4コマ ですてぃにー
- 機動戦士ガンダムSEED SEED Club 4コマ えたーなる
- 機動戦士ガンダムSEED SEED Club 4コマ えーす
- 機動戦士ガンダムSEED SEED Club 4コマ フルカラー完全版 ふりーだむ ISBN 978-4041151006
- 機動戦士ガンダムSEED SEED Club 4コマ 完全版 じゃすてぃす ISBN 978-4041151013

### 機動戦士ガンダムSEED Re
『月刊ガンダムエース』2012年6月号から連載開始した『機動戦士ガンダムSEED』のコミカライズ作品。作画は石口十。『SEED』本編のシリーズ構成である両澤千晶が協力しており、オリジナルエピソードや新MSが追加された内容となっている。2014年4月号を最後に休載が続くが、その理由は不明。2016年2月末には両澤が大動脈解離で死去したが、その際も連載に関して一切触れられず、今後の動向は不明。石口は自身のTwitterのプロフィールで、2017年現在においては太田垣康男が代表を務めるスタジオ・トアに在籍し、「機動戦士ガンダム サンダーボルト」の製作に携わっていることを明かしている。
作画：石口十 協力：両澤千晶
- 機動戦士ガンダムSEED Re: (1) ISBN 978-4041204160
- 機動戦士ガンダムSEED Re: (2) ISBN 978-4041206409
- 機動戦士ガンダムSEED Re: (3) ISBN 978-4041208434
- 機動戦士ガンダムSEED Re:～覚醒の扉編～(1) ISBN 978-4041210659

## ムック

### アニメコミックス
講談社から発売された『機動戦士ガンダムSEED』と『機動戦士ガンダムSEED DESTINY』のアニメフィルムをコミックス風に仕立てたもの。1冊につき3〜4話程度を収録し、その時の情勢についてなどが掲載されている。『SEED』編は途中で打ち切られている。また、スペシャルエディション編の初回限定版では、付録として物語の背景などについての冊子が付いている。
- 機動戦士ガンダムSEED (1)
- 機動戦士ガンダムSEED (2)
- 機動戦士ガンダムSEED (3)
- 機動戦士ガンダムSEED (4)
- 機動戦士ガンダムSEED (5)
- 機動戦士ガンダムSEED (6)
- 機動戦士ガンダムSEED (7)
- 機動戦士ガンダムSEED (8)
- 機動戦士ガンダムSEEDスペシャルエディション (1) 虚空の戦場
- 機動戦士ガンダムSEEDスペシャルエディション (2) 遥かなる暁
- 機動戦士ガンダムSEEDスペシャルエディション (3) 鳴動の宇宙
- 機動戦士ガンダムSEED DESTINY (1)
- 機動戦士ガンダムSEED DESTINY (2)
- 機動戦士ガンダムSEED DESTINY (3)
- 機動戦士ガンダムSEED DESTINY (4)
- 機動戦士ガンダムSEED DESTINY (5)
- 機動戦士ガンダムSEED DESTINY (6)
- 機動戦士ガンダムSEED DESTINY (7)
- 機動戦士ガンダムSEED DESTINY (8)
- 機動戦士ガンダムSEED DESTINY (9)
- 機動戦士ガンダムSEED DESTINY (10)
- 機動戦士ガンダムSEED DESTINY (11)
- 機動戦士ガンダムSEED DESTINY (12)
- 機動戦士ガンダムSEED DESTINY (13)

### オフィシャルファイル
講談社から発売された。編集はGUNDAM OFFICIALS研究室などが担当している。
- フェイズ
  - 機動戦士ガンダムSEED フェイズ 01（オフィシャルファイルマガジン収納用の専用バインダー付き）
  - 機動戦士ガンダムSEED DESTINY フェイズ 01（オフィシャルファイルマガジン収納用の専用バインダー付き）
- キャラ編
  - オフィシャルファイルマガジン 機動戦士ガンダムSEED OFFICIAL FILE キャラ 01
  - オフィシャルファイルマガジン 機動戦士ガンダムSEED OFFICIAL FILE キャラ 02
  - オフィシャルファイルマガジン 機動戦士ガンダムSEED OFFICIAL FILE キャラ 03
  - オフィシャルファイルマガジン 機動戦士ガンダムSEED OFFICIAL FILE キャラ 04
  - オフィシャルファイルマガジン 機動戦士ガンダムSEED DESTINY OFFICIAL FILE キャラ 01
  - オフィシャルファイルマガジン 機動戦士ガンダムSEED DESTINY OFFICIAL FILE キャラ 02
  - オフィシャルファイルマガジン 機動戦士ガンダムSEED DESTINY OFFICIAL FILE キャラ 03
  - オフィシャルファイルマガジン 機動戦士ガンダムSEED DESTINY OFFICIAL FILE キャラ 04
- メカ編
  - オフィシャルファイルマガジン 機動戦士ガンダムSEED OFFICIAL FILE メカ 01
  - オフィシャルファイルマガジン 機動戦士ガンダムSEED OFFICIAL FILE メカ 02
  - オフィシャルファイルマガジン 機動戦士ガンダムSEED OFFICIAL FILE メカ 03
  - オフィシャルファイルマガジン 機動戦士ガンダムSEED OFFICIAL FILE メカ 04
  - オフィシャルファイルマガジン 機動戦士ガンダムSEED DESTINY OFFICIAL FILE メカ 01
  - オフィシャルファイルマガジン 機動戦士ガンダムSEED DESTINY OFFICIAL FILE メカ 02
  - オフィシャルファイルマガジン 機動戦士ガンダムSEED DESTINY OFFICIAL FILE メカ 03
  - オフィシャルファイルマガジン 機動戦士ガンダムSEED DESTINY OFFICIAL FILE メカ 04
- ドラマ編
  - オフィシャルファイル 機動戦士ガンダムSEED DESTINY ドラマ編 Vol.1 KCデラックス
  - オフィシャルファイル 機動戦士ガンダムSEED DESTINY ドラマ編 Vol.2 KCデラックス

### キャラクター資料集
- CHARACTER ENCYCLOPEDIA 機動戦士ガンダム キャラクター大全集2006
- ラポートデラックス 機動戦士ガンダムSEED キャラクター大事典

### 公式ガイドブック
角川書店から、それぞれ全3巻が発行された。
- 公式ガイドブック 機動戦士ガンダムSEED 運命の再会
- 公式ガイドブック 機動戦士ガンダムSEED 大地の戦士
- 公式ガイドブック 機動戦士ガンダムSEED 明日への翼
- 公式ガイドブック 機動戦士ガンダム SEED DESTINY 運命の架け橋
- 公式ガイドブック2 機動戦士ガンダムSEED DESTINY 崩れゆく絆
- 公式ガイドブック3 機動戦士ガンダムSEED DESTINY 誓いの宇宙

### 写真集
- 機動戦士ガンダムSEED写真集 FREEDOMキラ
- 機動戦士ガンダムSEED写真集 JUSTICEアスラン
- 機動戦士ガンダムSEED写真集 キラ -DESTINY-
- 機動戦士ガンダムSEED写真集 アスラン -DECISION-

### ホビージャパンMOOK
- 機動戦士ガンダムSEED モデル VOL.1
- 機動戦士ガンダムSEED モデル VOL.2
- 機動戦士ガンダムSEED モデル VOL.3
- 機動戦士ガンダムSEED モデル VOL.4
- 機動戦士ガンダムSEED DESTINY モデル VOL.1
- 機動戦士ガンダムSEED DESTINY モデル VOL.2
- ガンダムウェポンズ 機動戦士ガンダムSEED DESTINY編 ISBN 978-4894257542
- ガンダムウェポンズ 機動戦士ガンダムSEEDリマスターズ01 ISBN 978-4798604671
- ガンダムウェポンズ 機動戦士ガンダムSEEDリマスターズ02 ISBN 978-4798604688
- ガンダムウェポンズ 機動戦士ガンダムSEED コズミック・イラの世界編 ISBN 978-4798632810
- ガンダムフォワードアーカイブ 機動戦士ガンダムSEED編 ISBN 978-4798635248
- ガンプラカタログ2025 機動戦士ガンダムSEED編 ISBN 978-4798637693

### ロマンアルバム
- ロマンアルバム 機動戦士ガンダムSEED ストライク編
- ロマンアルバム 機動戦士ガンダムSEED フリーダム編
- ロマンアルバム 機動戦士ガンダムSEED DESTINY インパルス編
- ロマンアルバム 機動戦士ガンダムSEED DESTINY デスティニー編

### データコレクション
- 機動戦士ガンダムSEED 上巻
- 機動戦士ガンダムSEED 下巻
- 機動戦士ガンダムSEED 外伝
- 機動戦士ガンダムSEED DESTINY 上巻
- 機動戦士ガンダムSEED DESTINY 下巻
- 機動戦士ガンダムSEED 外伝2

### パーフェクト・アーカイブ・シリーズ
- パーフェクト・アーカイブ・シリーズ 機動戦士ガンダムSEED
- パーフェクト・アーカイブ・シリーズ 機動戦士ガンダムSEED DESTINY

### MSエンサイクロペディア
- 機動戦士ガンダムSEED MSエンサイクロペディア
- 機動戦士ガンダムSEED DESTINY MSエンサイクロペディア

### 別冊宝島
- 僕たちの好きなガンダムSEED
- 僕たちの好きなガンダムSEED 全キャラクター徹底解析編
- 僕たちの好きなガンダムSEED 全モビルスーツ&メカニック徹底解析編
- 僕たちの好きなガンダムSEED DESTINY
- 僕たちの好きなガンダムSEED DESTINY 全キャラクター徹底解析編

### その他
- Gakken mook MOOKアニメディア 機動戦士ガンダムSEED DESTINY PERFECT PHASE FAN BOOK
- 講談社ヒットブックス 機動戦士ガンダムSEED&SEED DESTINY MOBILE SUIT FILE
- 機動戦士ガンダムSEED DESTINY 公式最速ガイド
- テレビマガジンデラックス 決定版 機動戦士ガンダムSEED 超百科
- 機動戦士ガンダムSEEDアーカイブ 3D&設定資料集
- ガンダムの常識 機動戦士ガンダムSEED モビルスーツ大百科 連合・オーブ編
- ガンダムの常識 機動戦士ガンダムSEED モビルスーツ大百科 ザフト編
- 双葉社MOOK 機動戦士ガンダムSEED コズミック・イラ メカニック&ワールド ISBN 978-4575464696
- 双葉社MOOK モビルスーツ全集(14) 連合軍のガンダム GATシリーズとオーブの機体BOOK ISBN 978-4575465242
- 双葉社MOOK モビルスーツ全集(15) ザフトのガンダムBOOK ISBN 978-4575465303
- 双葉社MOOK モビルスーツ全集(16) ザフトのモビルスーツBOOK ISBN 978-4575465396
- 機動戦士ガンダムSEED大解剖 ISBN 978-4779647987
- 双葉社MOOK 機動戦士ガンダムSEED コズミック・イラ ヒストリーBOOK ISBN 978-4575465501
- 機動戦士ガンダムSEEDシリーズ ハロ 置くだけスマホ充電器 BOOK ISBN 978-4299051509
- 機動戦士ガンダムSEEDシリーズ超全集 ISBN 978-4091051806
- ガンダム モビルスーツの教科書 C.E.70-75機動戦士ガンダムSEEDシリーズ編 ISBN 978-4777831852

## その他

### コラム
角川書店発行の月刊ニュータイプで連載されているコラム集。
著者：下村 敬治 イラスト：小笠原 智史
- 機動戦士ガンダムSEED RGB ILLUSTRATIONS
- 機動戦士ガンダムSEED RGB ILLUSTRATIONS DESTINY

### ポストカード
- 機動戦士ガンダムSEED キャラクターポストカードブック
- 機動戦士ガンダムSEED DESTINY キャラクターポートレート

### 楽譜
ドレミ楽譜出版社から発売された。
- 楽しいバイエル併用 機動戦士ガンダムSEED ピアノ・ソロ・アルバム
- 楽しいバイエル併用 機動戦士ガンダムSEED ミュージック・アルバム
- 楽しいバイエル併用 機動戦士ガンダムSEED DESTINY ピアノ・ソロ・アルバム

### カレンダー
- 機動戦士ガンダムSEED 2003年度版
- 機動戦士ガンダムSEED 2004年度版
- 機動戦士ガンダムSEED DESTINY 2005年度版
- 機動戦士ガンダムSEED DESTINY 2006年度版
- 機動戦士ガンダムSEED DESTINY 2007年度版
- 機動戦士ガンダムSEED DESTINY 2008年度版
- 機動戦士ガンダムSEED DESTINY 2009年度版

### ジオラマ
- 講談社コミックスデラックス コミックボンボン 機動戦士ガンダムSEED ジオラマストーリー

### ゲーム攻略本
- 機動戦士ガンダムSEED 攻略ガイド
- 機動戦士ガンダムSEED 最強撃破マニュアル
- 機動戦士ガンダムSEED 友と君と戦場で。 イベント攻略ガイド
- 機動戦士ガンダムSEED 友と君と戦場で。 攻略ガイド
- 機動戦士ガンダムSEED 友と君と戦場で。 コンプリートガイド
- 機動戦士ガンダムSEED 終わらない明日へ エキスパート攻略ガイド
- 機動戦士ガンダムSEED 終わらない明日へ オペレーションバイブル
- 機動戦士ガンダムSEED 終わらない明日へ 決戦攻略ガイド
- 機動戦士ガンダムSEED 終わらない明日へ コンプリートガイド
- 機動戦士ガンダムSEED 終わらない明日へ ザ・マスターガイド
- 機動戦士ガンダムSEED 連合vs.Z.A.F.T. 覚醒ガイドブック
- 機動戦士ガンダムSEED 連合vs.Z.A.F.T. 完全攻略ガイド
- 機動戦士ガンダムSEED 連合vs.Z.A.F.T. ザ・マスターガイド
- 機動戦士ガンダムSEED 連合vs.Z.A.F.T. PORTABLE コンプリートガイド
- 機動戦士ガンダムSEED DESTINY 完全攻略ガイド
- 機動戦士ガンダムSEED DESTINY GENERATION of C.E. エキスパート攻略ガイド
- 機動戦士ガンダムSEED DESTINY GENERATION of C.E. ガイドブック
- 機動戦士ガンダムSEED DESTINY GENERATION of C.E. コンプリートガイド
- 機動戦士ガンダムSEED DESTINY GENERATION of C.E. ザ・マスターガイド
- 機動戦士ガンダムSEED DESTINY 連合vs.Z.A.F.T.II 攻略ガイド
- 機動戦士ガンダムSEED DESTINY 連合vs.Z.A.F.T.II PLUS 覚醒ガイドブック
- 機動戦士ガンダムSEED DESTINY 連合vs.Z.A.F.T.II PLUS コンプリートガイド
- 機動戦士ガンダムSEED DESTINY 連合vs.Z.A.F.T.II PLUS ザ・マスターガイド